# Æthelred av Wessex
Æthelred I, död 871, var en engelsk monark. Han var kung av Wessex 865-871. 